# Cromosoma marcatore
Un cromosoma marcatore o marker è un'anomalia cromosomica particolare, la cui espressività fenotipica non è conosciuta, caratterizzata dalla presenza di un piccolo cromosoma soprannumerario, dotato di un suo centromero e di origine sconosciuta, ovvero senza sapere da quali cromosomi derivino le sue porzioni. La sua presenza può avere o non avere un significato patologico a seconda della sua derivazione.